# Pierre Rauscher
Pierre Rauscher, né le 13 juillet 1899 à Saint-Dié-des-Vosges et mort le 22 avril 1945 en Allemagne, est un militaire français.

## Biographie
Le lieutenant-colonel Pierre Rauscher est né le 13 juillet 1899 à Saint-Diè (Vosges) d'un père général d'infanterie. Il rejoint le Prytanée national militaire puis est appelé à servir pendant la Première Guerre mondiale. Il termine la guerre adjudant au 30e bataillon de chasseurs à pied. Il intègre l'École spéciale militaire de Saint-Cyr en novembre 1919, d'où il sort bien classé. 
Il part ensuite faire campagne au Levant au sein de l'Armée du Levant de 1926 à 1932. Diplômé de l'École de guerre en juillet 1939, il combat pendant sur la Somme pendant la bataille de France sans jamais désespérer au sein du 1er régiment d'infanterie.
Il aide son commandant de régiment, le colonel Bertrand, à organiser la résistance du 1er R.I. La région de Sancoins-Blet-Charenton lui est ainsi confiée. Il commande le 3e bataillon constitué de quatre compagnies. Cependant, entre décembre 1943 et juin 1944, de nombreux cadres sont arrêtés par la Gestapo. Trois commandants – dont Pierre Rauscher –, trois lieutenants, un lieutenant-colonel et un colonel sont arrêtés.
Il a pour fonction de récupérer les parachutages et de cacher le matériel à la tête d'un groupe de dix-sept hommes.
Pierre Rauscher est ainsi arrêté chez lui le 10 décembre 1943, devant sa femme et deux de ses enfants. Il est incarcéré à Bourges, au Bordiot. Bien que torturé, il ne révèle rien. Il est, comme de nombreux prisonniers, réconforté par Alfred Stanke, le "Franciscain de Bourges", infirmier allemand qui s'occupait des prisonniers.
Le 9 avril 1944, il est transféré à la prison d'Orléans, puis déporté en Allemagne via le camp de Compiègne. Le 9 juin, il arrive au camp de concentration d'Oranienbourg-Sachsenhausen. Il est alors mis au travail forcé dans une usine.
En avril 1945, il est transféré au camp de Buchenwald, face à l'avancée américaine, il est évacué sur celui de Flossenbürg. Il y reste quatre jours avant de repartir dans une colonne de 22 000 déportés vers la frontière tchèque. Il y est aperçu le 22 avril après-midi, mais lorsque les Américains libèrent la "colonne de la mort", il n'est pas retrouvé par ses camarades français. Il serait mort entre Watterfeld et Cham.
Il est porté disparu en octobre 1945.

## Hommages et décorations

### Décorations
- Officier de la Légion d'honneur le 1er septembre 1945 ;
  -  Chevalier de la Légion d'honneur en décembre 1936.
- Croix de guerre 39-45 avec palme de bronze et la citation suivante :

« Dès la dissolution de l’armée, a organisé la résistance de son bataillon. Grâce à son ascendant, a réussi à maintenir sur place une grande partie de ses cadres et de sa troupe. A camouflé des armes, du matériel, des vivres. A conduit les équipes de parachutages. Arrêté par la Gestapo en 1943, a été déporté en Allemagne. Son bataillon est demeuré dans la résistance et, dès août 1944, s’est retrouvé, complet, armé et prêt à l’action. Au cours de ses interrogatoires, n’a fourni aucun renseignement à l’ennemi. »
- Médaille de la Résistance avec rosette.

### Hommages

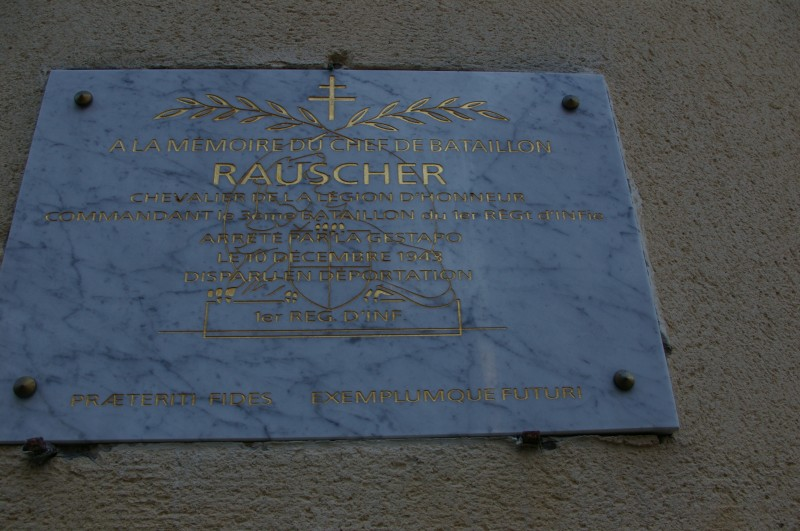
plaque RAUSCHER rue du Four à Saint-Amand Montrond

- Une plaque a été inaugurée à son nom à Saint-Amand-Montrond, rue du Four (devenue aujourd'hui rue du commandant Pierre Rauscher).
- Une rue a été inaugurée à son nom à Saint-Amand, ainsi qu'une rue au nom du colonel Bertrand en hommage à la résistance qu'ils ont menée dans la ville et dans la région[6].
- La promotion 219 du Prytanée national militaire est la promotion Lieutenant-colonel Rauscher. Un chant de promotion à son hommage à également été composé :Rue du commandant Pierre Rauscher à Saint-Amand.

|  | Colonel Rauscher |
|  | --- |
|  | Ton |
|  | (Ton) Du vieux Bahut, Promotion Rauscher (Tous) Chantons notre parrain. |
|  | Premier couplet |
|  | Élevé dans l’amour de la mère Patrie Par un père officier général d’infanterie Vous vous forgez au très glorieux Prytanée Une âme de chef, un idéal d’officier. Mais sous les drapeaux vous êtes appelé A combattre l’ennemi au fond d’une tranchée Avant d’enfin pousser les portes de St Cyr Où vous vous engagez à servir ou périr.                                      |
|  | Refrain |
|  | Que notre foi et que nos ambitions, soient guidées par vos pas Colonel Rauscher. Admirable officier français, Souvenons-nous de votre valeur. Même au plein cœur de l’horreur. Vous vous battez, vous faites honneur au Prytanée. |
|  | Couplet 2 |
|  | La guerre vous rappelle, l'Europe se déchire du Levant à la Somme, vous luttez sans faiblir. La France plie le genoux mais vous restez debout Refusant la défaite, résistant jusqu'au bout. Exemplaire pour vos hommes, vous avez réussi A garder l’unité du 1er d’infanterie ; Et vous n’abdiquez pas l’honneur d’être une cible Face à la gestapo vous restez impassible. |
|  | Refrain |
|  | Couplet 3 |
|  | Endurant la torture par un compatriote Vous ne trahissez rien, gardant la tête haute. Déporté en Allemagne, votre supplice débute Traîné de camp en camp c’est votre dernière lutte. Vous succombez lors de la marche de la mort Disparu sans un bruit par un glacial aurore. Ô Colonel Rauscher, la promotion s’engage A suivre votre exemple de force et de courage !     |
|  | Refrain |